# Bitwa Pięciu Lamów
Bitwa Pięciu Lamów – starcie zbrojne pomiędzy siłami próbującego zjednoczyć Bhutan Ngawang Namgyalem, a wojskami opozycyjnych lamów Ningma, wspartych przez Tybetańczyków. Bitwa została stoczona w 1634.

## Przyczyny
Ngawang Namgyal przybył na tereny Bhutanu w roku 1616 z Tybetu. Założył pierwszy ośrodek buddyjskiej szkoły Drukpa Kagyu (część tradycji Kagyu) – dzong Chagri, a następnie Simtokha Dzong, w którym osiadł w 1629. Na ziemiach Bhutanu dominowała w tym czasie jednak odmienna tradycja buddyzmu – Ningma. Krzewienie nowych nauk, oraz próby zjednoczenia skłóconych dotąd prowincji w jedno państwo wywołało niezadowolenie części starych lamów.

## Bitwa
W roku 1634 lamowie z klasztorów Neningpa, Barava, Chakzam, Katog i Lhapa (stąd Bitwa Pięciu Lamów, choć Ngawang Namgyala, także był lamą) postanowili zjednoczyć siły i przepędzić Ngawang Namgyala. Do pomocy wezwali także Tybetańczyków. Z kolei buddyści Drukpa Kagyu sprzymierzyli się z państewkiem Ladakh, ale ich wojska nie wzięły udziału w walce. Nie wiadomo dokładnie kiedy ani nawet gdzie doszło do starcia, ani jakimi siłami dysponowały obydwie strony. Zwycięstwo odniosły jednak siły Ngawang Namgyala.

## Skutki
Zwycięstwo Ngawang Namgyala zapewniło mu dominację nad ziemiami Bhutanu, stąd też rok bitwy uznaje się za datę definitywnego zjednoczenia państwa. Z kolei Namygal został jego pierwszym władcą.
Jedność i niepodległość Bhutanu uznali oficjalnie także Tybetańczycy, ale dopiero w 1639.